# Bochotnica
Bochotnica és un poble del sud-est de Polònia amb una població de 1.076 habitants entre Puławy i Lublin sobre el riu Bystra. Està situat dins districte (en polonès powiat) Puławski, que és una subdivisió administrativa del Voivodat de Lublin.